# Alexander Groß (Eishockeyspieler)
Alexander Groß (* 19. August 1959 in Hannover) ist ein ehemaliger deutscher Eishockeyspieler, der unter anderem für den EV Füssen, die Düsseldorfer EG, den ECD Sauerland, ERC Freiburg und Eintracht Frankfurt in der Bundesliga aktiv war.

## Karriere
Als Spieler des EV Füssen debütierte Alexander Groß in der Saison 1976/77 im Alter von 17 Jahren in der Bundesliga. In seinen ersten Profi-Jahren wurde er auch noch regelmäßig für Junioren-Nationalmannschaften des Deutschen Eishockey-Bundes (DEB) nominiert. So nahm er an der U18-Europameisterschaft 1977 und in den folgenden beiden Jahren an zwei Weltmeisterschaften der U20-Junioren teil.
Groß entwickelte sich zum Stammspieler in der Bundesliga und wechselte zur Saison 1980/81 zur Düsseldorfer EG. Dort kam der Stürmer in zwei Spielzeiten auf jeweils mehr als zehn Treffer. Gleiches gelang ihm in der Saison 1982/83 beim ECD Iserlohn. Nach der Spielzeit 1983/84, die er beim ERC Freiburg verbracht hatte, war er ein Jahr lang vereinslos.
Nach seinem Comeback 1985 spielte Groß überwiegend bei Spitzenmannschaften der 2. Bundesliga. Mit Eintracht Frankfurt stieg er 1986 in die Bundesliga auf, mit dem EHC Freiburg feierte er 1988 die Zweitliga-Meisterschaft. Nach einer Spielzeit beim EHC 80 Nürnberg beendete er im Frühjahr 1989 seine Karriere.

## Erfolge und Auszeichnungen
- 1986 Aufstieg in die Bundesliga mit Eintracht Frankfurt
- 1988 Meister der 2. Bundesliga und Aufstieg in die Bundesliga mit dem EHC Freiburg

## Karrierestatistik

### International
Vertrat Deutschland bei:
- U18-Junioren-Europameisterschaft 1977
- U20-Junioren-Weltmeisterschaft 1978
- U20-Junioren-Weltmeisterschaft 1979

(Legende zur Spielerstatistik: Sp oder GP = absolvierte Spiele; T oder G = erzielte Tore; V oder A = erzielte Assists; Pkt oder Pts = erzielte Scorerpunkte; SM oder PIM = erhaltene Strafminuten; +/− = Plus/Minus-Bilanz; PP = erzielte Überzahltore; SH = erzielte Unterzahltore; GW = erzielte Siegtore; 1 Play-downs/Relegation; Kursiv: Statistik nicht vollständig)